# A Fairly Odd Movie: Grow Up, Timmy Turner!
A Fairly Odd Movie: Grow Up, Timmy Turner! (Los padrinos mágicos, la película: ¡Momento de crecer, Timmy Turner! en Hispanoamérica y Una película de los padrinos mágicos: ¡Crece, Timmy, crece! en España) es una película para televisión basada en la serie de dibujos animados Los padrinos mágicos que se estrenó el 9 de julio de 2011 en Estados Unidos. A diferencia de las películas anteriores, basadas en la serie, esta se presentó en imagen real por primera vez.
El 14 de marzo de 2012, Nickelodeon anunció una secuela para la exitosa película para la televisión en imagen real, A Fairly OddMovie: Grow Up Timmy Turner, titulada A Fairly Odd Christmas, y se estrenó el 29 de noviembre de 2012.

## Sinopsis
Trece años han pasado desde que Timmy Turner (Drake Bell) se reunió con su padrinos mágicos, Cosmo, Wanda y Poof, pero nada ha cambiado para Timmy, quien todavía vive en casa con sus padres, asiste a la clase del Sr. Crocker, aún sigue en 5.º año de primaria, y monta bicicleta para llegar a la escuela.
El paro en el desarrollo de Timmy Turner se debe a su deseo de mantener con él a sus padrinos durante tanto tiempo como sea posible. "Las Reglas" establecen que todos los niños finalmente tienen que renunciar a sus padrinos mágicos cuando cumplen una edad reglamentaria y por ende son adultos, pero Timmy ha encontrado una solución para evitar esta regla, actuando como un niño por el tiempo que sea posible para aprovechar este "hueco legal" en las Reglas.
Sin embargo, un evento genera un punto de inflexión en la vida de Timmy: Tootie (Daniella Monet), amiga/novia de la infancia de Timmy que estaba obsesionada con él pero a quién Timmy nunca prestó atención, regresa a la ciudad, ahora como una mujer hermosa e inteligente. Finalmente Timmy ha comenzado a sentir el amor que antes consideraba «muy de adultos»; pero gracias a esto también está ante él la decisión más difícil de su vida: crecer y enamorarse de la chica de sus sueños, o seguir actuando como un niño y mantener a la familia de hadas que ha conocido durante tanto tiempo.
Mientras todo esto ocurre en la vida de Timmy, el magnate petrolero Hugh J. Magnate (Steven Weber), un hombre millonario y poderoso, se entera de la existencia de Cosmo y Wanda y Poof. Magnate hará todo lo que sea posible para poseerlos y utilizar su magia a su antojo.
Magnate tiene un acuerdo con el Sr. Crocker, al principio, de ayudarse mutuamente. Pero mientras tanto, Timmy se encuentra perdidamente enamorado de Tootie, y en un momento está a punto de besarla, pero se interrumpe el beso por un grito de Wanda. Tootie cree que Timmy no quiere besarla y se molesta con él, mientras Timmy queda arrepentido.
Luego Magnate captura a Tootie, y Crocker a Cosmo, Wanda y Poof, y los lleva a su guarida del mal en un edificio, encerrando a Tootie en una bola enorme. Tootie logra salir, pero Cosmo, Wanda y Poof no.
También sus amigos Chester y A.J. lo rechazan por olvidarse de ellos además de mencionarle que si tenían trabajo; Chester era un Guardia de seguridad y A.J. un maestro universitario, aunque el (Timmy) los humilla temporalmente diciendo que si tenían alguna novia, pero más tarde cuando requiere de su ayuda Timmy de un modo u otro los convence de que podrán obtener novia si ellos lo ayudan así que aceptan de inmediato puesto que se entera de que Tootie y su familia mágica habían sido capturados por Crocker y Magnate.
Luego después, llega Timmy, pero después de haber recuperado a Tootie, él se dirige a recuperar a sus padrinos mágicos, pero en ese momento, Magnate lo detiene y le dice que lo piensa aniquilar, y Timmy al ver que no podía hacer nada más, besa a Tootie, dándole la libertad a Cosmo, Wanda y a Poof, porque quiere decir que es mayor. Sus padrinos empiezan a desvanecerse y se van, por lo que la máquina en donde quedan atrapados deja de funcionar ya que la magia era el combustible de la misma.
Poco después de los sucesos y en un viaje al mundo mágico, principalmente al tribunal supremo de la Magia, el consejo de hadas del mundo mágico le pregunta a Timmy ¿si promete usar la magia de sus padrinos mágicos para hacer el bien a los otros?, y si acepta, se quedará con sus padrinos mágicos para toda la vida. Eventualmente Timmy, acepta con Tootie Después de esto, Poof dice sus primeras palabras, y empiezan un viaje: Timmy, Tootie, Cosmo, Wanda y Poof. Un viaje por todo el mundo, tratando de hacer el bien a todos (Empezando por cumplir lo que les prometió a Chester y a A.J. Quienes se muestran al final felices con sus "novias") ya que al ver las buenas acciones que hizo al madurar lo convirtieron en una buena persona que eventualmente desea el bien para todos y que logró algo que no se había visto en mucho tiempo:Que sus padrinos mágicos lo consideraran realmente como un miembro más de su familia de manera cariñosa adicional a sus padres y en efecto el premio fue que el conservaría a su "familia" mágica por haber demostrado ser un ahijado ejemplar con sus altas y sus bajas además de que el también quería a sus padres sean como sean.
Finalmente, se ve a Timmy y compañía con una pequeña Van púrpura en donde los protagonistas emprenden su viaje felizmente para ayudar a quien lo necesite.

## Reparto
| Actor                  | Personaje                                             | Notas                     |
| ---------------------- | ----------------------------------------------------- | ------------------------- |
| Drake Bell             | Timmy Turner                                          |                           |
| Daniella Monet         | Tootie                                                |                           |
| Steven Weber           | Hugh J. Magnate (Hugo Magnate Hijo en Hispanoamérica) |                           |
| Cheryl Hines           | Wanda                                                 | Versión en imagen real    |
| Daran Norris           | Sr. Turner / Cosmo                                    | Voz                       |
| Theryl Rothery         | Sra. Turner                                           |                           |
| Randy Jackson          | Poof                                                  | Voz (primeras palabras)   |
| Mark Gibbon            | Jorgen Von Strángulo                                  |                           |
| David Lewis            | Denzel Croker                                         |                           |
| Devon Weigel           | Vicky                                                 |                           |
| Jason Alexander        | Cosmo                                                 | Versión en imagen real    |
| Susanne Blakeslee      | Wanda                                                 | Voz                       |
| Tara Strong            | Poof                                                  | Sonidos y ruidos animados |
| Christie Lang          | Janice                                                |                           |
| Chris Anderson         | Chester McBadbat                                      |                           |
| Jesse Reid             | A.J.                                                  |                           |
| Darien Provost         | Howie                                                 |                           |
| Olivia Steele-Falconer | Katie                                                 |                           |
| Qayam Devji            | Ravi                                                  |                           |
| Diego Martínez         | Mouse                                                 |                           |
| Harrison Houde         | Niño vigilante de pasillo                             |                           |
| Serge Houde            | El Alcalde                                            |                           |
| Butch Hartman          | Mesero                                                |                           |
| Donavon Stinson        | Capitán Pirata                                        |                           |
| Daniel-Ryan Spaulding  | Oficial del control animal                            |                           |
| Nicola Anderson        | Corredora de bienes raíces                            |                           |
| Keith Blackman Dallas  | Operador Dozer                                        |                           |
| Lee Tichon             | Guardaespaldas #1                                     |                           |
| Osmond L. Bramble      | Guardaespaldas #2                                     |                           |
| Judith Maxie           | Hada anciana #1                                       |                           |
| John Innes             | Hada anciana #2                                       |                           |
| Raugi Yu               | Camarero asiático                                     |                           |

## Secuela
20 días después del estreno de la película en Nickelodeon, el creador y escritor de Los padrinos mágicos, Butch Hartman, twitió que él está trabajando en ideas para una secuela de Grow Up, Timmy Turner!. El 14 de marzo de 2012, durante el Upfront 2012-2013 de Nickelodeon, fue anunciada una secuela de la primera película televisiva en imagen real. La próxima película, titulada A Fairly Odd Christmas, se estrenó el 29 de noviembre de 2012.